# Andreas Drugge
Andreas Staffan Drugge (Borås, 20 gennaio 1983) è un ex calciatore svedese, di ruolo attaccante.

## Carriera

### Club

#### Elfsborg e Falkenberg
Drugge ha esordito in Allsvenskan con la maglia dell'Elfsborg. Sempre con questa maglia, in data 23 agosto 2001 ha avuto l'opportunità di debuttare nelle competizioni europee per club: ha infatti sostituito Joakim Alexandersson nella vittoria per 5-0 sul Trans Narva, sfida valida per i turni preliminari della Coppa UEFA. È rimasto in squadra fino al mese di luglio 2005, fatta eccezione per una parentesi in prestito al Falkenberg, compagine all'epoca militante in Superettan.

#### Tønsberg e Degerfors
A luglio 2005, Drugge è passato ai norvegesi del Tønsberg con la formula del prestito. Ha debuttato in 1. divisjon il 3 luglio, impiegato da titolare nella sconfitta per 0-1 subita a domicilio dal Mandalskameratene. Il 13 agosto ha trovato le prime reti, con una doppietta ai danni del Pors Grenland, in una sfida persa in casa col punteggio di 3-6. Ha chiuso questa porzione di stagione in squadra con 15 presenze e 4 reti, che non sono bastate a salvare il Tønsberg dalla retrocessione.
Tornato in Svezia al termine del prestito, Drugge è passato al Degerfors, in Superettan. Vi è rimasto in forza per due stagioni, in cui ha totalizzato 57 presenze e 19 reti in campionato.

#### Trelleborg
Nel 2008, Drugge è stato ingaggiato dal Trelleborg, in Allsvenskan. Ha esordito in squadra il 9 aprile, subentrando a Paulino Tavares nel pareggio per 2-2 in casa dell'IFK Norrköping. Il 24 aprile ha trovato il primo gol, in occasione del pareggio per 2-2 in casa del GIF Sundsvall. Rimasto in squadra per tre stagioni, ha totalizzato 84 presenze e 20 reti nella massima divisione svedese.

#### IFK Göteborg
Il 9 novembre 2010, l'IFK Göteborg ha reso noto l'ingaggio di Drugge, che si è legato al nuovo club con un contratto triennale valido a partire dal 1º gennaio 2011. Il 4 aprile ha avuto l'opportunità di disputare il primo incontro in squadra, quando è stato schierato titolare nella partita persa per 0-1 contro l'Örebro. Il 18 aprile ha siglato l'unica rete in campionato, nella sconfitta per 1-2 patita contro l'Helsingborg. È rimasto in forza all'IFK Göteborg per una sola stagione, totalizzando 27 presenze e 3 reti tra campionato e coppa.

#### Häcken
Nel 2012, Drugge è passato all'Häcken, sempre in Allsvenskan. Ha esordito in squadra il 31 marzo, schierato titolare nel pareggio a reti inviolate arrivato sul campo del GAIS. L'unica marcatura in campionato è datata 2 maggio, nella vittoria per 0-3 maturata in casa dell'Åtvidaberg.

#### GAIS
In vista della Superettan 2013, Drugge è stato ingaggiato dal GAIS. Ha giocato la prima partita con questa casacca in data 6 aprile, schierato titolare nella sconfitta per 3-1 maturata sul campo del Varberg. Il 13 aprile successivo ha trovato il primo gol, nel 3-1 inflitto alla sua ex squadra del Degerfors. È rimasto in squadra per un biennio, nel corso del quale ha totalizzato 57 presenze e 14 reti, tra campionato e coppa.

#### Fram Larvik
Il 18 dicembre 2014 è tornato in Norvegia per militare nelle file del Fram Larvik, compagine di 2. divisjon a cui si è legato con un contratto triennale valido dal 1º gennaio 2015. Ha esordito in squadra il 18 aprile, schierato titolare nella sconfitta casalinga per 0-1 contro il Moss. Il 31 maggio ha trovato la prima rete, attraverso cui ha contribuito al successo interno per 3-0 sull'Ørn-Horten.

### Nazionale
Drugge ha rappresentato la Svezia a livello Under-17, Under-19 e Under-21. Per quanto concerne quest'ultima selezione, ha esordito in data 13 febbraio 2002, subentrando a Mikael Dorsin nell'amichevole persa per 3-0 contro la Grecia.

## Statistiche

### Presenze e reti nei club
Statistiche aggiornate al 30 ottobre 2017.
| Stagione           | Club               | Campionato         | Campionato | Campionato | Coppe nazionali | Coppe nazionali | Coppe nazionali | Coppe continentali | Coppe continentali | Coppe continentali | Supercoppe | Supercoppe | Supercoppe | Totale | Totale |
| Stagione           | Club               | Comp               | Pres       | Reti       | Comp            | Pres            | Reti            | Comp               | Pres               | Reti               | Comp       | Pres       | Reti       | Pres   | Reti   |
| ------------------ | ------------------ | ------------------ | ---------- | ---------- | --------------- | --------------- | --------------- | ------------------ | ------------------ | ------------------ | ---------- | ---------- | ---------- | ------ | ------ |
| 2000               | Elfsborg           | A                  | 1          | 0          | CS              | ?               | ?               | -                  | -                  | -                  | -          | -          | -          | 1+     | 0+     |
| 2001               | Elfsborg           | A                  | 10         | 2          | CS              | ?               | ?               | CU                 | 3                  | 0                  | -          | -          | -          | 13+    | 2+     |
| 2002               | Elfsborg           | A                  | 20         | 4          | CS              | ?               | ?               | -                  | -                  | -                  | -          | -          | -          | 20+    | 4+     |
| gen.-lug. 2003     | Elfsborg           | A                  | 10         | 0          | CS              | ?               | ?               | -                  | -                  | -                  | -          | -          | -          | 10+    | 0+     |
| lug.-dic. 2003     | Falkenberg         | S                  | 7          | 0          | CS              | -               | -               | -                  | -                  | -                  | -          | -          | -          | 7      | 0      |
| 2004               | Elfsborg           | A                  | 16         | 0          | CS              | ?               | ?               | CU                 | 4                  | 0                  | -          | -          | -          | 20+    | 0+     |
| gen.-lug. 2005     | Elfsborg           | A                  | 4          | 0          | CS              | ?               | ?               | -                  | -                  | -                  | -          | -          | -          | 4+     | 0+     |
| Totale Elfsborg    | Totale Elfsborg    | Totale Elfsborg    | 61         | 8          |                 | ?               | ?               |                    | 7                  | 0                  |            | -          | -          | 68+    | 8+     |
| lug.-dic. 2005     | Tønsberg           | 1D                 | 15         | 4          | CN              | -               | -               | -                  | -                  | -                  | -          | -          | -          | 15     | 4      |
| 2006               | Degerfors          | S                  | 30         | 6          | CS              | ?               | ?               | -                  | -                  | -                  | -          | -          | -          | 30+    | 6+     |
| 2007               | Degerfors          | S                  | 27         | 13         | CS              | ?               | ?               | -                  | -                  | -                  | -          | -          | -          | 27+    | 13+    |
| Totale Degerfors   | Totale Degerfors   | Totale Degerfors   | 57         | 19         |                 | ?               | ?               |                    | -                  | -                  |            | -          | -          | 57+    | 19+    |
| 2008               | Trelleborg         | A                  | 26         | 7          | CS              | ?               | ?               | -                  | -                  | -                  | -          | -          | -          | 26+    | 7+     |
| 2009               | Trelleborg         | A                  | 29         | 6          | CS              | ?               | ?               | -                  | -                  | -                  | -          | -          | -          | 29+    | 6+     |
| 2010               | Trelleborg         | A                  | 29         | 7          | CS              | ?               | ?               | -                  | -                  | -                  | -          | -          | -          | 29+    | 7+     |
| Totale Trelleborg  | Totale Trelleborg  | Totale Trelleborg  | 84         | 20         |                 | ?               | ?               |                    | -                  | -                  |            | -          | -          | 84+    | 20+    |
| 2011               | IFK Göteborg       | A                  | 23         | 1          | CS              | 4               | 2               | -                  | -                  | -                  | -          | -          | -          | 27     | 3      |
| 2012               | Häcken             | A                  | 14         | 1          | CS              | 1               | 0               | -                  | -                  | -                  | -          | -          | -          | 15     | 1      |
| 2013               | GAIS               | S                  | 30         | 10         | CS              | 7               | 2               | -                  | -                  | -                  | -          | -          | -          | 37     | 12     |
| 2014               | GAIS               | S                  | 19         | 2          | CS              | 1               | 0               | -                  | -                  | -                  | -          | -          | -          | 20     | 2      |
| Totale GAIS        | Totale GAIS        | Totale GAIS        | 49         | 12         |                 | 8               | 2               |                    | -                  | -                  |            | -          | -          | 57     | 14     |
| 2015               | Fram Larvik        | 2D                 | 24         | 3          | CN              | 2               | 0               | -                  | -                  | -                  | -          | -          | -          | 26     | 3      |
| 2016               | Fram Larvik        | 2D                 | 24         | 4          | CN              | 2               | 0               | -                  | -                  | -                  | -          | -          | -          | 26     | 4      |
| 2017               | Fram Larvik        | 2D                 | 20         | 0          | CN              | 1               | 0               | -                  | -                  | -                  | -          | -          | -          | 21     | 0      |
| Totale Fram Larvik | Totale Fram Larvik | Totale Fram Larvik | 68         | 7          |                 | 5               | 0               |                    | -                  | -                  |            | -          | -          | 73     | 7      |
| Totale             | Totale             | Totale             | 378        | 72         |                 | 18+             | 4+              |                    | 7                  | 0                  |            | -          | -          | 403+   | 76+    |